# Parque nacional Mbaéré-Bodingué
El parque nacional Mbaéré-Bodingué (en francés: Parc National Mbaéré-Bodingué) es un área protegida con el estatus de parque nacional en la República Centroafricana ubicado al suroeste del país en la prefectura Sangha-Mbaéré, la zona de bosques tropicales húmedos del dominio guineo-congoleño del Bosque de la Cuenca del Congo. Cubre un área de 960 kilómetros cuadrados y se caracteriza por su riqueza social y cultural que consiste en un mosaico de grupos étnicos con diferentes idiomas y una notable biodiversidad de flora y fauna.

## Geografía
El parque es parte del complejo de áreas protegidas del Bosque de Ngotto (complexe d’aires protégées de la forêt de Ngotto), donde coexisten varias concesiones forestales, mineras y de caza, así como numerosas aldeas. Actúa como zona de amortiguación con una superficie de 7.144 kilómetros cuadrados.

## Humedal
Los ríos Mbaéré y Bodingué están clasificados como sitios de humedales de importancia internacional, de acuerdo con la Convención de Ramsar, desde el 5 de diciembre de 2005.

## Flora y fauna
La presencia contigua de un gran bosque inundado y un bosque de tierra seca le da al sitio del parque un notable interés científico. Se encuentra en la zona de bosques densos húmedos semicaducos.